# Polydesmus idriensis
Polydesmus idriensis är en mångfotingart som beskrevs av Karl Wilhelm Verhoeff 1931. Polydesmus idriensis ingår i släktet Polydesmus och familjen plattdubbelfotingar. Inga underarter finns listade i Catalogue of Life.